# Ecyroschema morini
Ecyroschema morini är en skalbaggsart som beskrevs av Teocchi, Jiroux, Sudre, Jiroux och Henri L. Sudre 2008. Ecyroschema morini ingår i släktet Ecyroschema och familjen långhorningar. Inga underarter finns listade i Catalogue of Life.